# Bellmansgatan, Stockholm

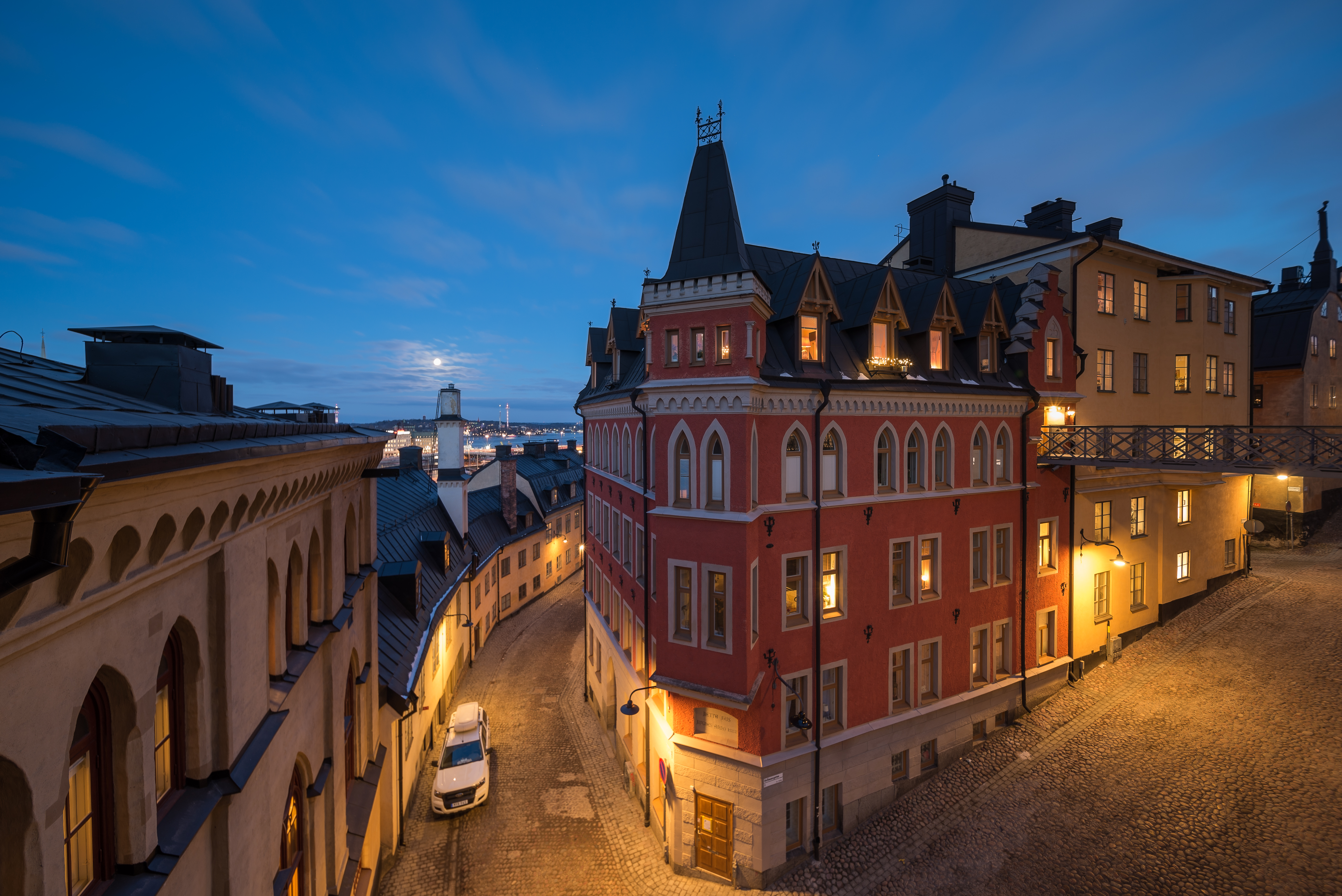
Bellmansgatan 1 / Pryssgränd 3 (Tofflan 4) byggt 1888, sett från Mariahissens gångbrygga 2017.

Bellmansgatan är en gata inom stadsdelen Södermalm i Stockholm. Gatan löper från Mariahissen i norr förbi Maria Magdalena kyrka och Sankt Paulsgatan till Fredmansgatan i söder, en sträcka på cirka 440 meter. Vid Fredmansgatan slutar Bellmansgatan i trappor. Bellmansgatan skärs itu av Hornsgatan som 1901 sänktes till dagens nivå. Hornsgatspuckeln anger fortfarande den gamla gatunivån.

## Namnet

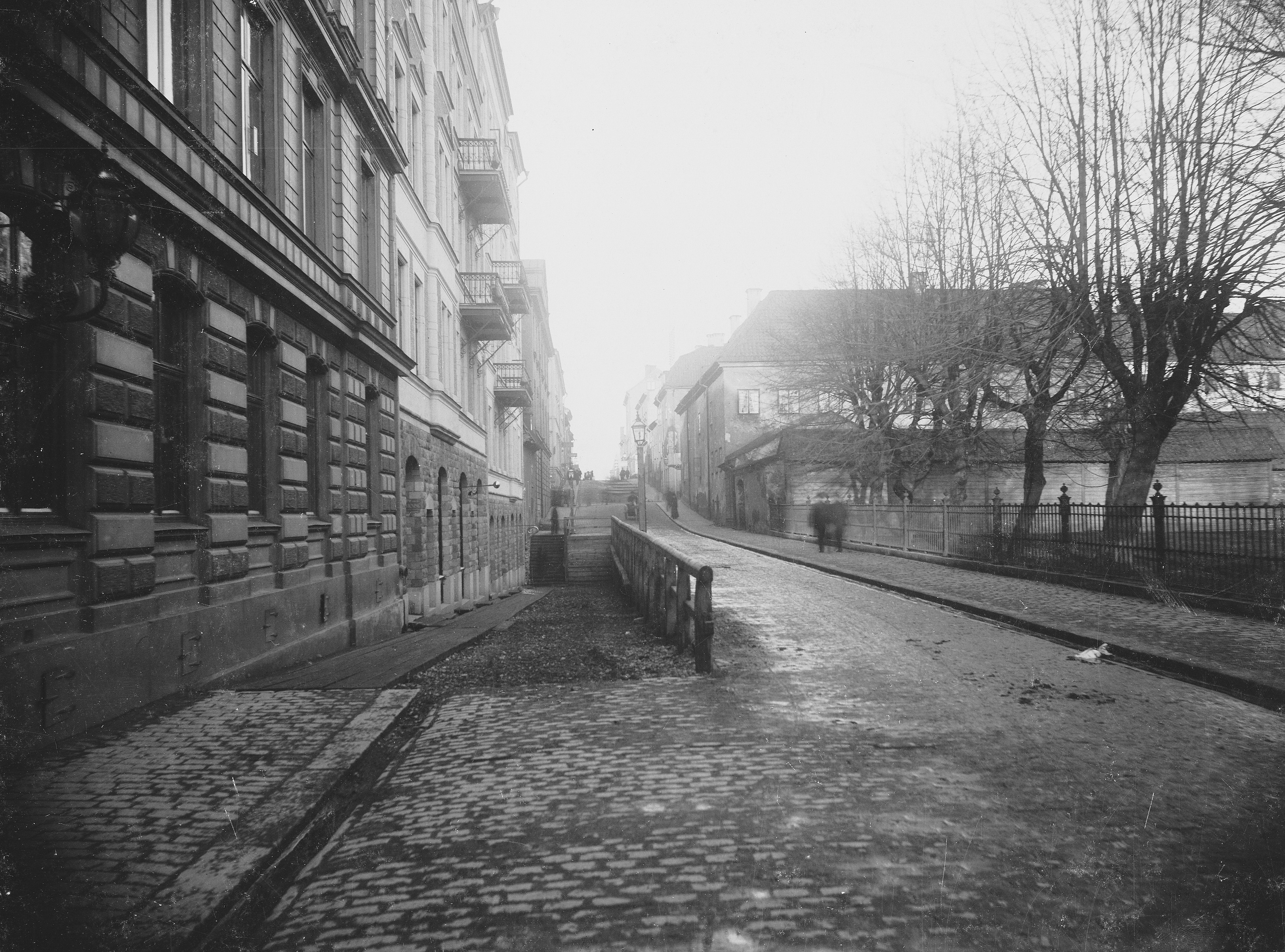
Bellmansgatan mot norr 1900.

Tidigare namn (för den norra delen) var Höghlåfftzgrenden (1649) och Högeloftz Gathun (1661). Delen söder om S:t Paulsgatan kallades även Kämpesgränd (1660-talet). Sitt nuvarande namn fick gatan år 1871 efter skalden Carl Michael Bellman som föddes i huset nr. 24 på dåvarande Björngårdsbrunnsgatan. Bellmans födelsehus avsåg det så kallade Stora Daurerska huset som låg vid hörnet Bellmansgatan / Hornsgatan. Huset revs 1901 i samband med breddningen och sänkningen av Hornsgatan. 
Hornsgatans ombyggnad ledde även till att Bellmansgatan numera består av två gatudelar. Förslaget till namnändring kom från privatpersoner som bodde på närbelägna Björngårdsgatan. De ville ändra gatunamnet Björngårdsbrunnsgatan till Bellmansgatan och menade att förvexling af dessa parallelt gående gator dagligen egde rum till stor olägenhet för den traffikerande allmänheten.

## Byggnader längs gatan

### Norr om Hornsgatan

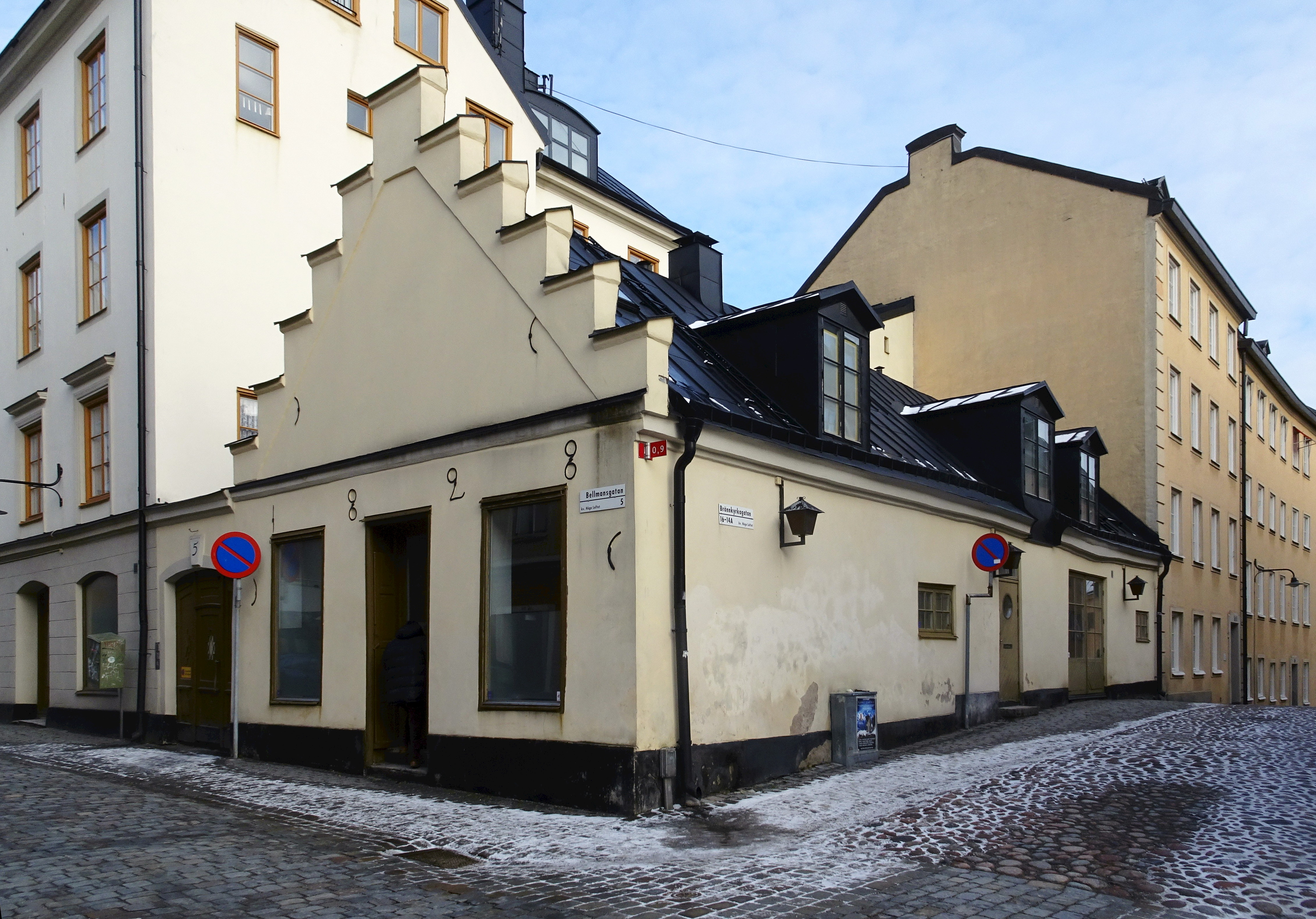
Bellmansgatan 5, tidigare snusfabrik.

- Iögonfallande är Mariahissens spetsiga torn och gångbryggan i järnfackverk som korsar Bastugatan och avslutar Bellmansgatan mot norr. Hissen uppfördes år 1885 efter ritningar av Gustaf Dahl och förbinder Mariaberget med Riddarfjärdens södra strand.

- Fastigheten Tofflan 4, Bellmansgatan 1 / Pryssgränd 3, byggdes 1888 av byggmästaren C. G. Tideström (arkitekt okänd).[1]

- Hörnhuset Bellmansgatatan 5 / Brännkyrkagatan 16 med den karakteristiska trappgaveln, uppfördes ursprungligen 1750. Huset byggdes 1828 om som snusfabrik av Thomas Andreas Aspelin och hörde till tobaksfabriken TH.A. Aspelins i kvarteret Stenbocken. Idag innehåller huset några bostadsrättslägenheter.

- I hörnet Bastugatan 16 A / Bellmansgatan 6 ligger det röda Laurinska huset med ett runt hörntorn. Huset byggdes 1891–1892 enligt Valfrid Karlsons ritningar och fick sitt namn efter konsthistorikern Carl Gustaf Laurin.

- I hörnet mittemot vid Bellmansgatan 8 / Bastugatan 11 (Kattan mindre 5) finns också ett hus med torn. Huset ritades av Gustaf Lindgren och Kasper Salin och uppfördes 1887–1888.[2] I tornrummet fanns under 1910-talet konstnären Märtha Tynells ateljé.

### Söder om Horngatan
- I hörnet Bellmanssgatan 20 / Hornsgatan 29 låg Apoteket Enhörningen.
- I hörnet Bellmansgatan 13 / Hornsgatan ligger Maria Magdalena kyrka.
- I hörnet Bellmansgatan 17 / S:t Paulsgatan 21 ligger van der Nootska palatset.

## Bilder

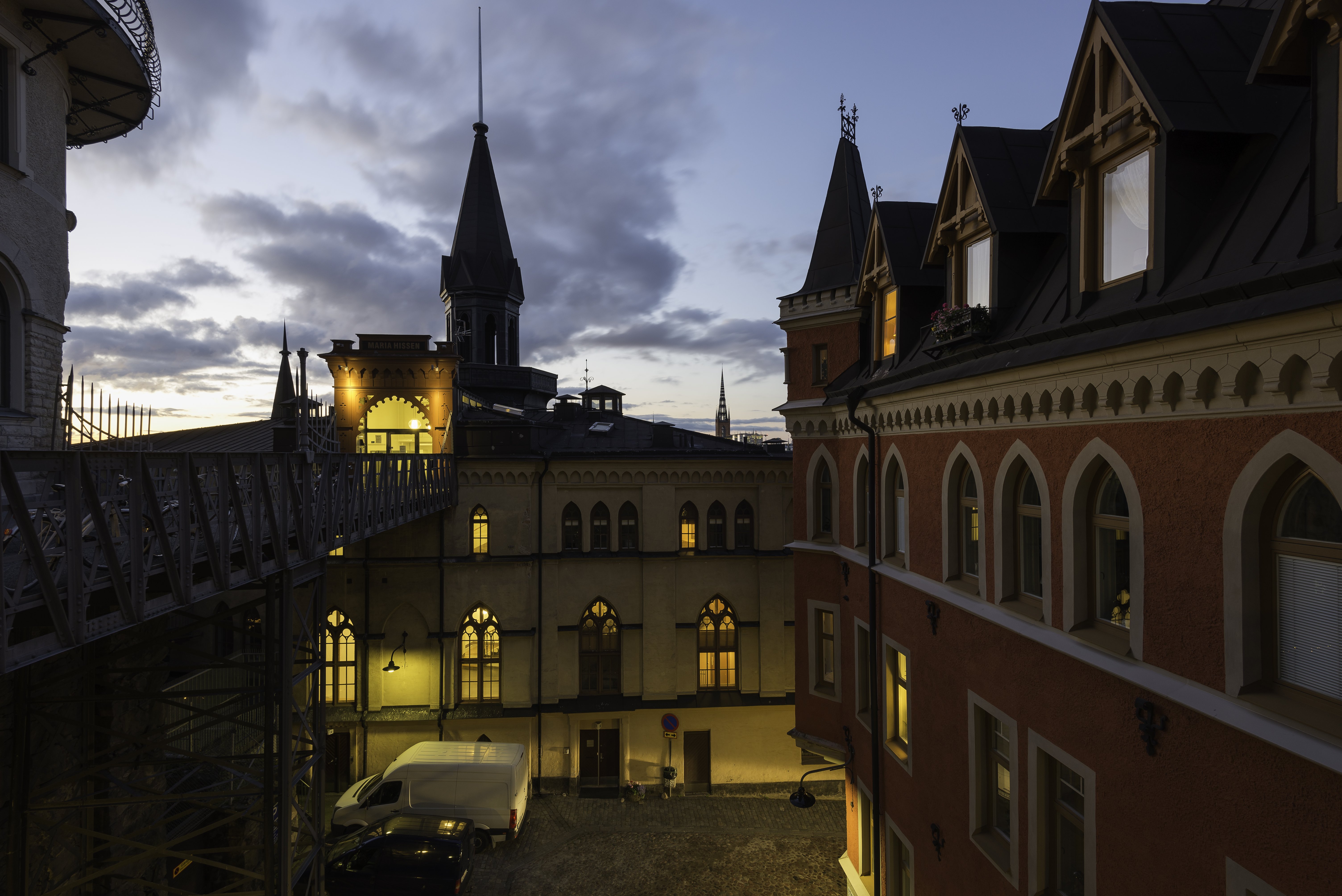
Mariahissen med gångbryggan, t.h. syns Tofflan 4.
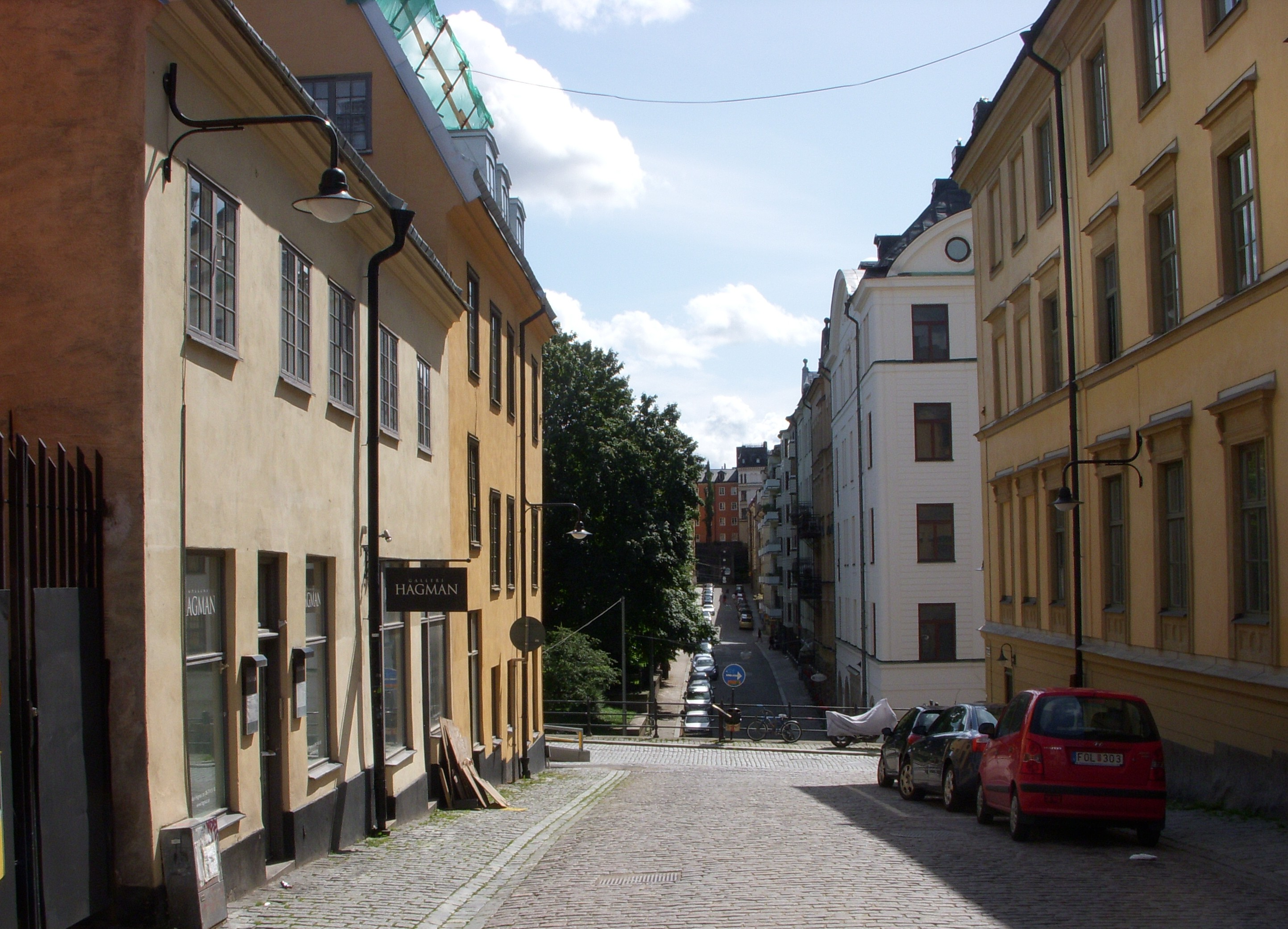
Bellmansgatan söderut, avskärningen genom Hornsgatan syns efter första kvarteret.
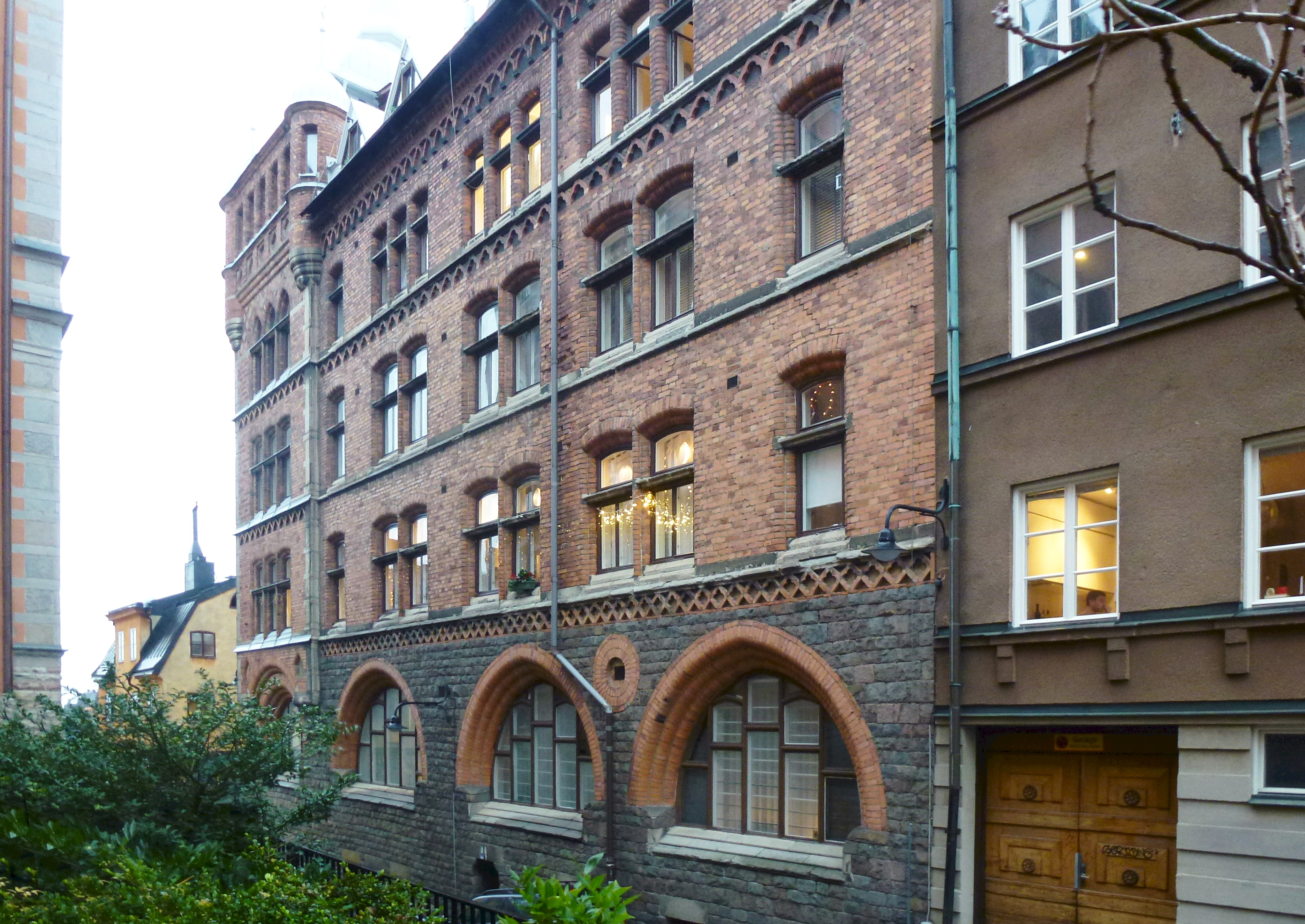
Hörnhuset Bellmansgatan 8 / Bastugatan 11, fastigheten Kattan mindre 5.
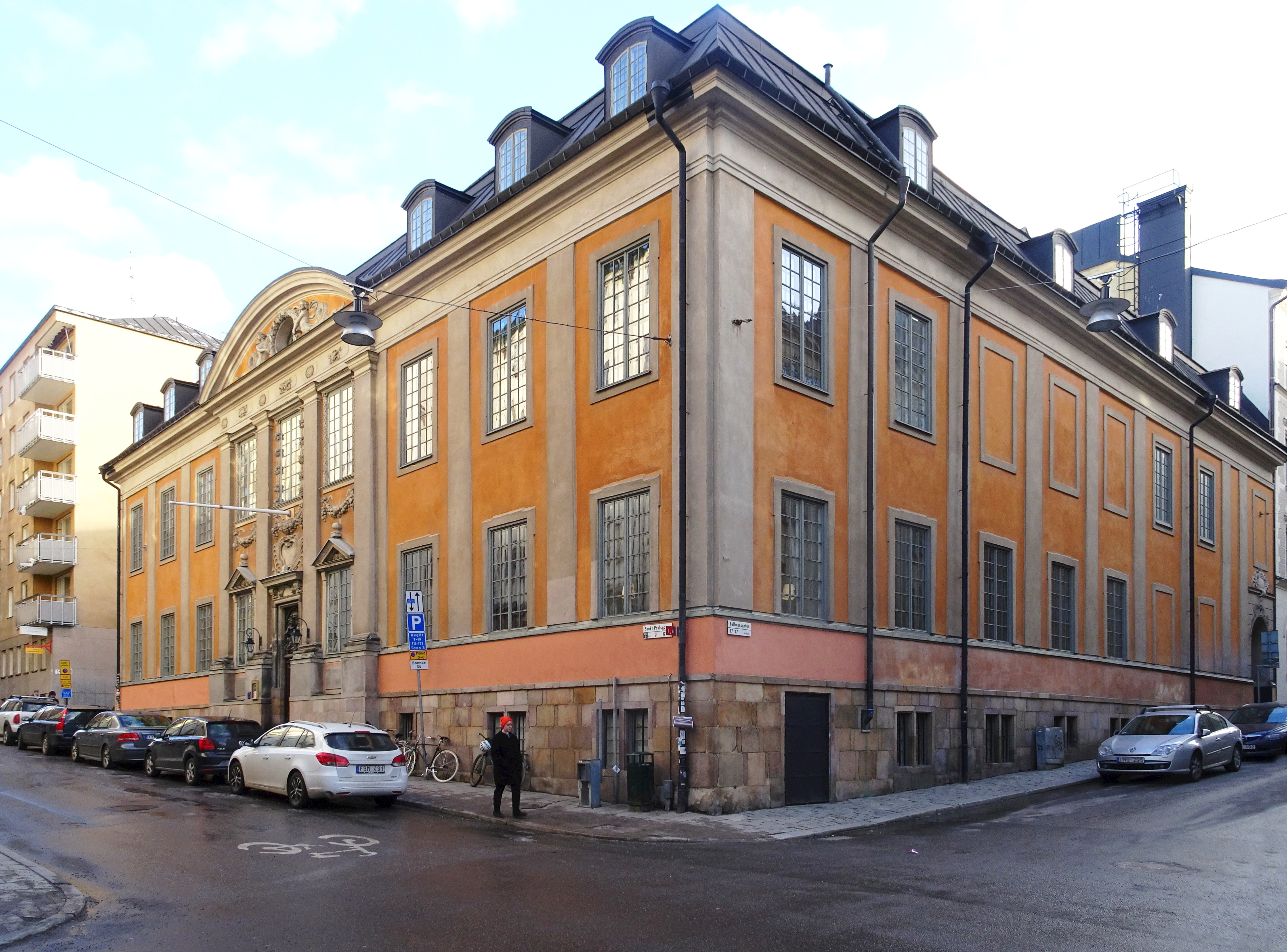
Hörnhuset Bellmansgatan 17 / S:t Paulsgatan 21 van der Nootska palatset.
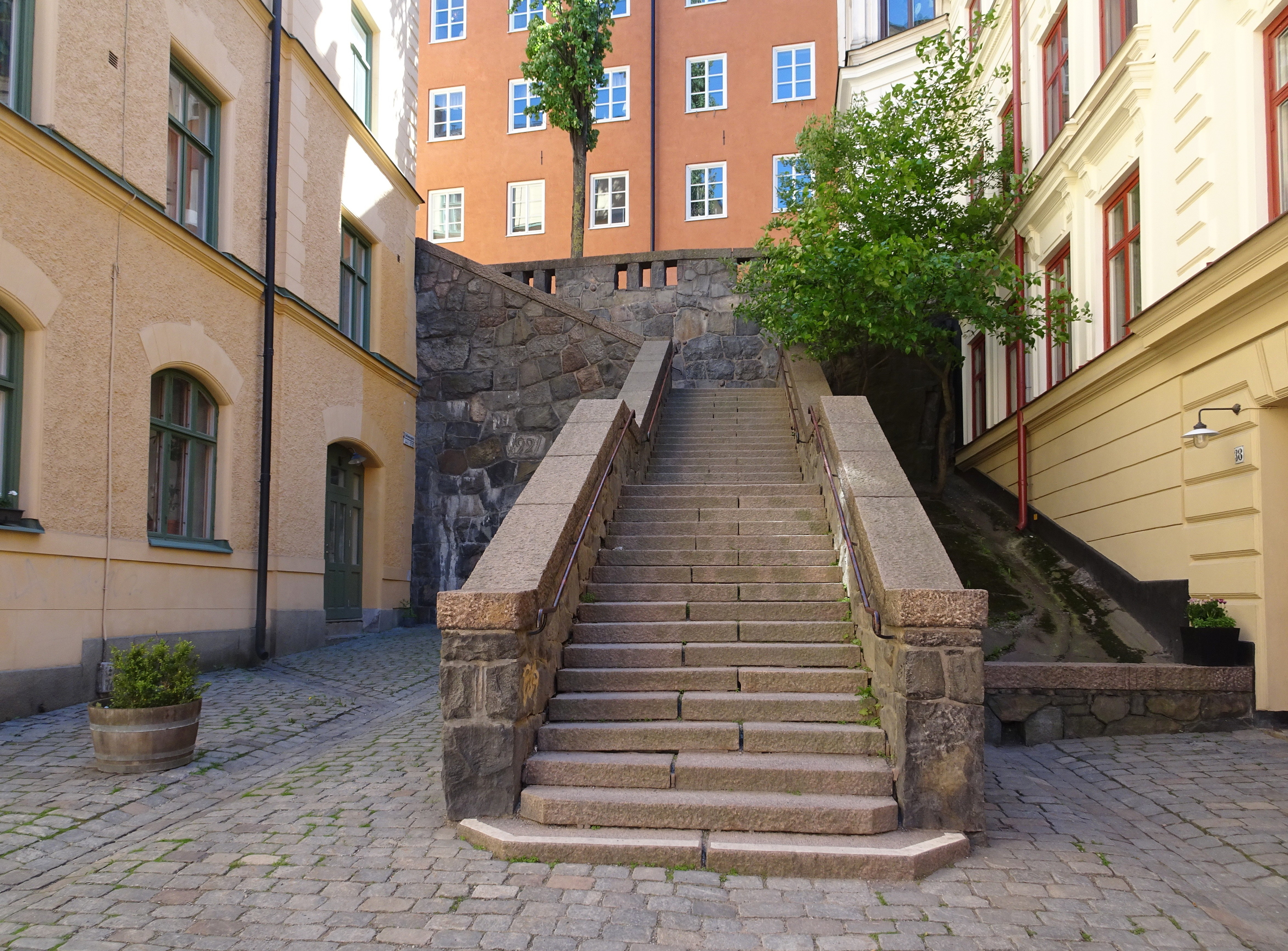
Bellmansgatans trappor upp till Fredmansgatan.